# Villeneuvia
Villeneuvia is een geslacht van insecten uit de familie van de echte vliegen (Muscidae), die tot de orde tweevleugeligen (Diptera) behoort.

## Soort
- V. aestuum (Villeneuve, 1902)